# Cao Sơn, Lào Cai
Cao Sơn là một xã thuộc tỉnh Lào Cai, Việt Nam.

## Địa lý
Xã Cao Sơn giáp xã Mường Khương, xã Sín Chéng, xã Bản Lầu, xã Phong Hải, xã Bảo Nhai và xã Bắc Hà.
Sông Chảy là ranh giới tự nhiên của xã Cao Sơn với các xã Sín Chéng. Xã có các dân tộc: H'Mông chiếm 98% và Nùng.

## Giao thông
Xã Cao Sơn có đường 154 chạy qua.

## Lịch sử
Ngày 16 tháng 6 năm 2025, Ủy ban Thường vụ Quốc hội ban hành Nghị quyết số 1673/NQ-UBTVQH15 về việc sắp xếp các đơn vị hành chính cấp xã của tỉnh Lào Cai năm 2025. Theo đó, sắp xếp toàn bộ diện tích tự nhiên, quy mô dân số của các xã Lùng Khấu Nhin, Tả Thàng, La Pan Tẩn và Cao Sơn thành xã mới có tên gọi là xã Cao Sơn.